# Arc de Triomf (stacja metra)
Arc de Triomf – stacja metra w Barcelonie, na linii 1. Stacja została otwarta w 1932.